# 2-Azido-N,N-diméthyléthanamine
La 2-azido-N,N-diméthyléthanamine (DMAZ, 2-dimethylaminoethylazide en anglais) est un composé chimique de formule (CH3)2N–CH2–CH2–N=N+=N−. Il s'agit d'un ergol liquide, hypergolique avec le NTO (peroxyde d'azote) N2O4 et l'IRFNA (acide nitrique fumant rouge inhibé), étudié en astronautique comme alternative quasiment aussi puissante et sensiblement moins toxique que la MMH (monométhylhydrazine) (H3C)HN–NH2.
| Propriété                                    | DMAZ        | MMH         |
|                                              |             |             |
| ΔH°f (25 °C)                                 | 2 452 J·g-1 | 1 188 J·g-1 |
| Rapport de mélange NTO/combustible           | 2,250       | 2,275       |
| Impulsion spécifique dans le vide            | 308,2 s     | 313,0 s     |
| Température en chambre de combustion         | 3 528 K     | 3 398 K     |
| Vitesse caractéristique                      | 1 700 m·s-1 | 1 736 m·s-1 |
| Propriétés comparées de la DMAZ et de la MMH |             |             |